# Karl Ruge

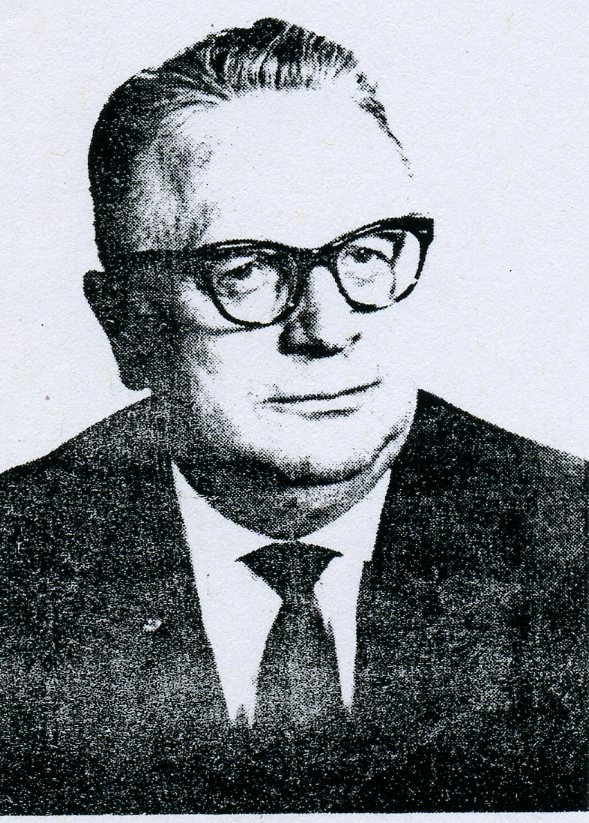
Karl Ernst Heinrich Ruge Gewerkschaftspolitiker

Karl Ernst Heinrich Ruge (* 13. März 1903 in Wandsbek; † 14. Februar 1964 in Hamburg) war ein deutscher Gewerkschaftspolitiker. Er war von 1954 bis 1964 Mitglied im Vorstand der Deutschen Angestellten-Gewerkschaft (DAG) heute ver.di.

## Leben
Karl Ruge engagierte sich schon früh gewerkschaftlich und allgemeinpolitisch. Er war aktiv im Deutschnationalen Handlungsgehilfen-Verband (DHV) und war Mitglied der Bismarckjugend sowie der DNVP. Zum 1. Mai 1933 trat er in die NSDAP ein (Mitgliedsnummer 2.754.905) und schloss sich auch der SA an. Er betätigte sich in der Berufsausbildung der Bank- und Verwaltungsangestellten: Unter anderem war er verantwortlicher Schriftleiter des Kalenders „Der Bankkaufmann 1940“ (Fachamt Banken und Versicherungen). Im Juni 1942 wurde er zur Wehrmacht einberufen, im November 1944 geriet er in amerikanische Kriegsgefangenschaft, aus der er im Mai 1946 entlassen wurde.
1950 übernahm Karl Ruge das Amt eines Berufsgruppenleiters in der DAG. 1954 wurde er in den Vorstand der DAG gewählt, in dem er bis zu seinem Tode, seit 1960 als stellvertretender Vorsitzender, verblieb.